# Patrick Galvin (cầu thủ bóng đá)
Patrick Galvin MM (1882 – 17 tháng 10 năm 1918) là một cầu thủ bóng đá người Anh thi đấu ở vị trí centre half tại Football League cho Glossop.

## Đời tư
Galvin phục vụ cho Royal Dublin Fusiliers ở Gallipoli, Salonika, ở Ai Cập và tại Mặt trận phía Tây trong Thế chiến thứ nhất. Ông chết trong cuộc Tổng tấn công Một trăm ngày ở Pháp ngày 17 tháng 10 năm 1918 và được trao huân chương ngày 13 tháng 6 năm 1919. Galvin được chôn ở Highland Cemetery, Le Cateau-Cambrésis.